# Pachylocerus bawangensis
Pachylocerus bawangensis es una especie de escarabajo longicornio del género Pachylocerus, tribu Pseudolepturini, orden Coleoptera. Fue descrita científicamente por Vives y Heffern en 2016.
El período de vuelo ocurre durante el mes de agosto.

## Descripción
Mide 23 milímetros de longitud.

## Distribución
Se distribuye por Indonesia (isla de Borneo).